# Federico Sánchez

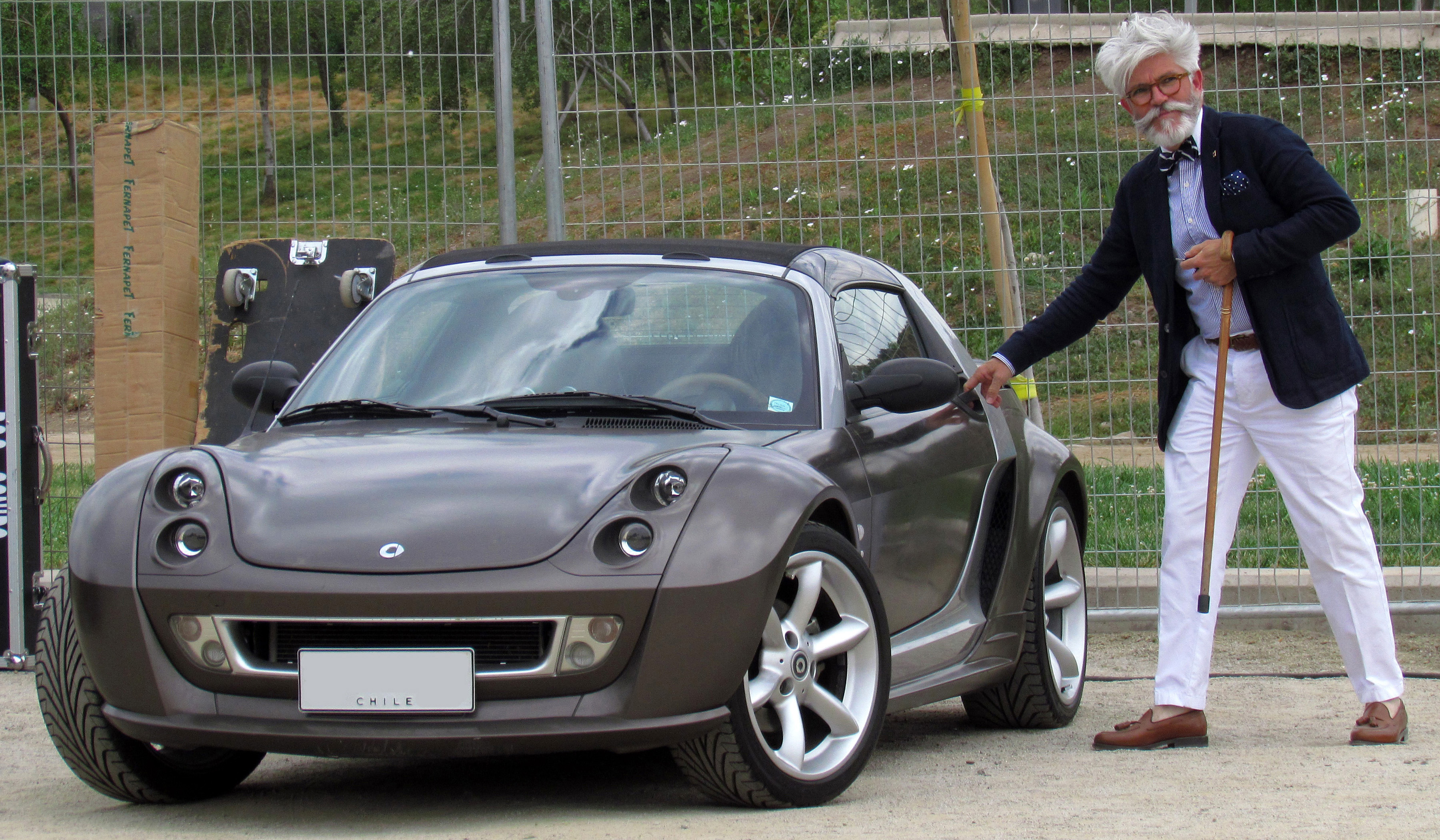
Federico Sánchez en 2015.

Federico Eduardo Sánchez Villaseca (Machalí, O'Higgins, 5 de enero de 1950) es un arquitecto, académico, conductor televisivo y radial chileno, reconocido por su dupla junto a Marcelo Comparini en la conducción del programa City Tour.

## Biografía

### Primeros años
Su padre era ingeniero agrónomo y en parte por ello Federico Sánchez –el menor de ocho hermanos– pasó su infancia en el campo. A la edad de 5 años emigró con toda su familia (excepto una hermana que permaneció en Chile) a Mendoza, Argentina, para regresar a Chile en 1977.
En 1989 obtuvo el título profesional de arquitecto, en la Pontificia Universidad Católica de Chile. 

### Carrera
Desde ese mismo año y hasta 2005 ejerció como docente de Taller de Arquitectura en la Universidad Finis Terrae. Desde 2001 a 2004 se hizo cargo de la coordinación general del Área de Titulación en la Facultad de Arquitectura y Diseño de la Universidad Nacional Andrés Bello. Entre 2004 y 2012 fue director de la Escuela de Diseño de la Universidad Diego Portales. A la fecha[actualizar] es director general del Campus Creativo en la Universidad Andrés Bello, proyecto que integra carreras como Artes Visuales, Periodismo, Diseño de Vestuario, Diseño de Videojuegos, Diseño de Producto, Arquitectura y Publicidad.
Es socio director de la empresa IDEM Design Management, orientada a integración disciplinar entre Arquitectura y Diseño. Su trabajo figura en varias revistas nacionales del rubro.
Es miembro del Directorio de la Fundación Centro Cultural Palacio La Moneda, en calidad de Director Consejero.
En 2010 se adjudica el gran premio de Periodismo "Alberto Hurtado Cruchaga", galardón que otorga el Club de la Prensa, desde 2005.
En 2013 recibe el premio Benjamín Vicuña Mackenna -que otorga la Intendencia Metropolitana- por su aporte a la Cultura, Urbanismo y difusión del Patrimonio. 
Una muestra de su obra arquitectónica puede apreciarse en el capítulo #5 (31 de marzo) de la temporada 2011 de City Tour, donde recorre junto a Marcelo Comparini una vivienda que planificó en el sector cerro La Gloria (Los Dominicos, comuna de Las Condes, Santiago) en conjunto con su socio Manuel José Valdés y el proyectista Augusto Gutiérrez.

### Medios

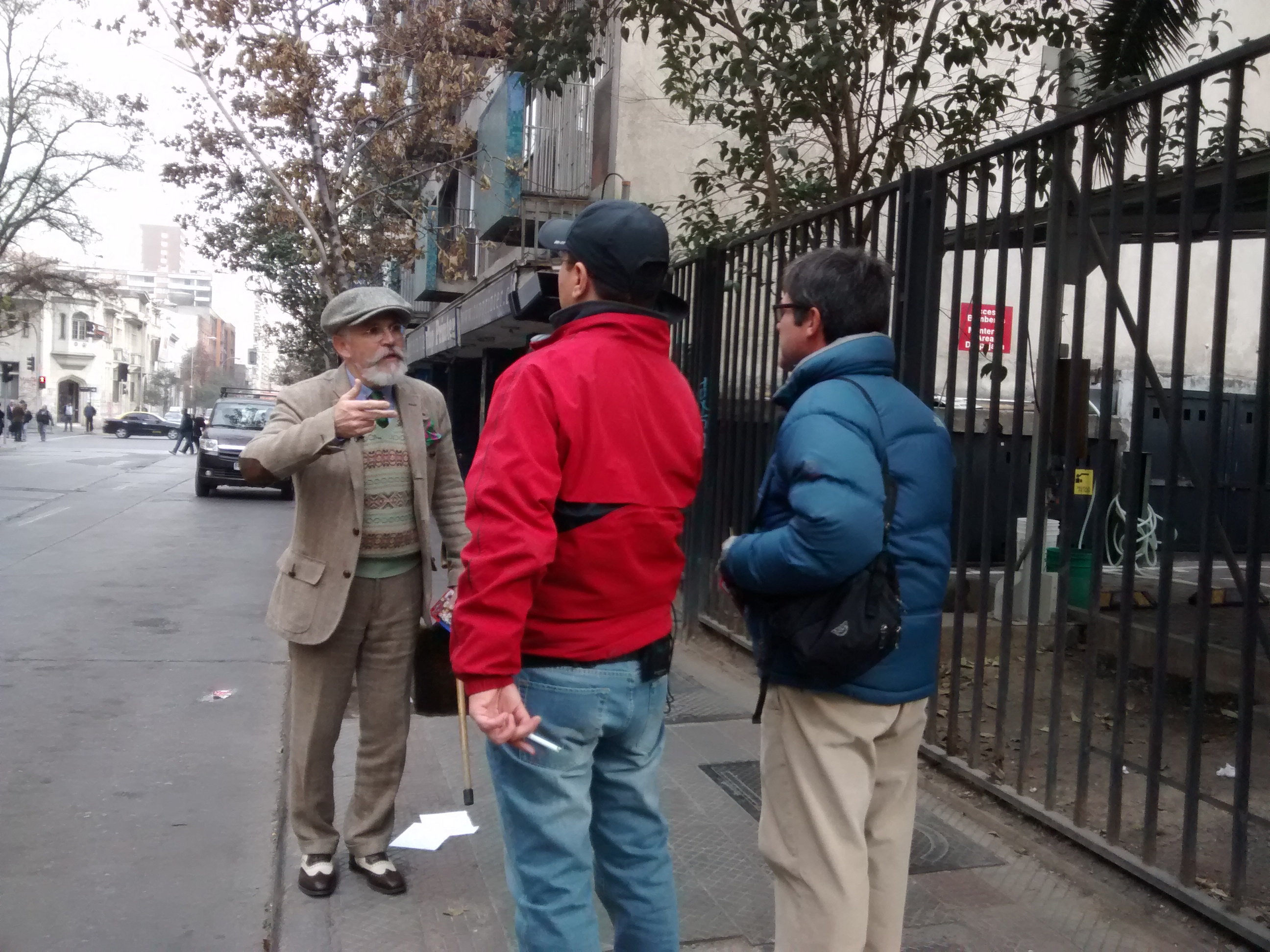
Federico Sánchez (izquierda) durante la grabación de un capítulo de City Tour.

Aparte de su labor profesional y académica, Federico ha incursionado en la conducción de programas televisivos. Su primera aparición fue una cápsula titulada Casas a la medida, junto a Francisca Montalva, para la señal de cable ABT Televisión. En seguida se incorporó a Plaza Italia, misceláneo nocturno conducido por Marcelo Comparini en Canal 13 Cable (posteriormente 13C). Ahí presentaba (2003-2004) una cápsula titulada Arquitectura del terror, que sería el germen de su siguiente proyecto televisivo, donde también comparte labores con Marcelo Comparini: City Tour (2009-2022), también emitido por 13C y ganador del premio al "Mejor programa del año", otorgado en 2010 por el Círculo de Críticos de Arte de Chile. 
Paralelamente a su programa propio, Sánchez y Comparini fueron invitados estables (2010) del estelar nocturno A tu día le falta Aldo, conducido por Aldo Schiappacasse y emitido por la señal abierta de Canal 13. En 2015, la dupla Sánchez-Comparini viaja a Europa, con objeto de grabar un especial de varios episodios (en distintas ciudades de Italia) titulado City Tour On Tour, que fue transmitido por la señal abierta de Canal 13 y continuó en 2016 desde España, en 2017 desde Francia, en 2018 desde Croacia, en 2019, desde Inglaterra y a fines de ese mismo año, desde Estados Unidos.
En 2022 deja Canal 13 tras ser contratado por Televisión Nacional de Chile donde condujo el programa Atlas de Chile (también junto a Marcelo Comparini), el cual duró poco más de un año hasta que finalmente Sánchez salió de TVN por falta de nuevos proyectos.
En cuanto a la radio, ha sido conductor de los programas Safari Urbano (2010-2011) en la desaparecida estación 95.3 FM y Pensar es gratis, primero (2012) en Radio Horizonte, 103.3 FM, y luego en Oasis FM, 102.1 FM (2013-2016). Desde marzo de 2017 se muda a Radio La Clave, 92.9 FM, donde condujo el programa Pensar es clave hasta 2018.
En España presentó y dirigió en 2022 el programa Canas de viajar, emitido por Televisión Española (TVE).
En 2023 conduce el programa "Autobiografías", dedicado al automovilismo y transmitido en la plataforma de videos Youtube.

### Publicidad
En 2014 interviene en publicidad, protagonizando un comercial televisivo para la marca de automóviles Opel. Además su imagen decoró buses de recorrido turístico santiaguino de la empresa Turistik.
En 2015 es elegido embajador anual de la marca de vestuario Brooks Brothers en Chile, junto a Hugo Grisanti y Martín de Mussy.
En 2019 fue contratado como guía turístico para el evento "New York on Tour", organizado por la agencia de viajes Travel Security. De este se realizaron dos fechas: mayo y octubre. Ese mismo año protagonizó un comercial televisivo para el centro comercial Las Condes Design.
En 2020 aporta la voz para un comercial online de crema Nivea para hombres.

### Vida personal
Contrajo matrimonio en 1994 con Ximena Torres, directora académica de Fundación Astoreca, con quien tiene dos hijos.
Fanático de los vehículos motorizados, en 2006 sufrió un accidente en motocicleta que dañó gravemente uno de sus pies, motivo por el que lleva bastón (además de una enfermedad autoinmune que afectó a dicha extremidad cuando Sánchez tenía 19 años). 
Por razones de salud, sigue una dieta vegetariana.
Ha cultivado un estilo muy particular de vestir, combinando elegancia (tipo dandi) con irreverencia, lo que se ha transformado en sello inconfundible. Sin embargo, en entrevista para revista Paula aclara que lo suyo no es la moda –tendencia que considera superficial y efímera– sino la tradición y el hábito, inmunes a la obsolescencia, sustentables y ligados estrechamente a la condición humana.